# Jamhoori Wattan
Ne doit pas être confondu avec Parti républicain (Pakistan).
Le Jamhoori Wattan ou Jamhuri Wattan Party (JWP, en ourdou : جمہوری وطن پارٹی, en français : Parti national républicain) est un parti politique du Pakistan. Surtout implanté dans la province du Baloutchistan, il est orienté vers la défense des Baloutches et est proche de la tribu Bugti, implantée dans le district de Dera Bugti. 
Le parti a été dirigé par Talal Akbar Bugti de 2006 à 2015 et par Shahzain Bugti depuis 2015. Avant 2006, il était dirigé par Nawad Akbar Bugti mort en 2006 dans une opération militaire. Le parti a subi des défections en 2008 et Brahumdagh Bugti a quitté le parti pour fonder le Parti républicain baloutche. Lors des élections législatives de 2008 puis de 2013, le parti boycotte les scrutins. 
Lors des élections législatives de 2018, le parti a gagné un député à l'Assemblée nationale et un député provincial à l'Assemblée du Baloutchistan, tous les deux dans le district de Dera Bugti. Il annonce ensuite soutenir le Mouvement du Pakistan pour la justice vainqueur, espérant faire valoir des intérêts de Dera Bugti et des personnes qui y sont réfugiées.

## Articles annexes
- Élections législatives pakistanaises de 2018